# Кзилжарський сільський округ
Кзилжа́рський сільський округ (каз. Қызылжар ауылдық округі, рос. Кзылжарский сельский округ) — адміністративна одиниця у складі Сариагаського району Туркестанської області Казахстану. Адміністративний центр — село Кизилжар.
Населення — 7627 осіб (2021; 6229 у 2009, 5196 у 1999, 4678 у 1989).
Станом на 1989 рік існувала Джамбульська сільська рада (села Жаскешу, Кизилжар, Таскулак, селища Бездак, Теректи).

## Склад
До складу округу входять такі населені пункти:
| Населений пункт | Колишні назви | Населення, осіб (1989) | Населення, осіб (1999) | Населення, осіб (2009) | Населення, осіб (2021) |
| --------------- | ------------- | ---------------------- | ---------------------- | ---------------------- | ---------------------- |
| Бездак, селище  | -             | 39                     | -                      | -                      | -                      |
| Жаскешу, село   | -             | 780                    | 970                    | 1140                   | 1459                   |
| Кизилжар, село  | -             | 3473                   | 4226                   | 5089                   | 6168                   |
| Таскулак, село  | -             | 335                    | -                      | -                      | -                      |
| Теректи, селище | -             | 51                     | -                      | -                      | -                      |